# Archidiecezja Merauke
Archidiecezja Merauke (łac. Archidioecesis Meraukensis, indonez. Keuskupan Agung Merauke) – rzymskokatolicka archidiecezja ze stolicą w Merauke w prowincji Papua, w Indonezji. Arcybiskupi Merauke są również metropolitami metropolii o tej samej nazwie.
W 2016 w archidiecezji służyło 48 braci i 97 sióstr zakonnych.

## Sufraganie
Sufraganiami arcybiskupa Merauke są biskupi diecezji:
- Agats
- Jayapura
- Manokwari-Sorong
- Timika

## Historia
24 czerwca 1950 papież Pius XII bullą Ad Evangelii erygował wikariat apostolski Merauke. Dotychczas wierni z tych terenów należeli do wikariatu apostolskiego Amboina (obecnie diecezja Amboina).
15 listopada 1966 papież Paweł VI podniósł wikariat apostolski Merauke do rangi archidiecezji metropolitarnej.
29 maja 1969 z arcybiskupstwa wydzielono diecezję Agats.

## Arcybiskupi
- Herman Tillemans MSC (1950–1966 wikariusz apostolski, 1966–1972 arcybiskup)
- Jacobus Duivenvoorde MSC (1972–2004)
- Nicolaus Adi Seputra MSC (2004-2020)
- Petrus Canisius Mandagi (od 2021)